# Duttonella
Duttonella – podrodzaj trypanosom – kinetoplastów z rodziny świdrowców należących do królestwa protista.
Cechy charakterystyczne tego podrodzaju to:
- duży położony terminalnie kinetoplast
- u żywicieli pośrednich rozwiją się tylko w probosctis
- zawsze występuje wolna wić

Należą tu następujące gatunki:
- Trypanosoma (Duttonella) uniforme[2]
- Trypanosoma (Duttonella) vivax[3]